# Vlahović (Glina)
Pour les articles homonymes, voir Vlahovic.
Vlahović est un village de la municipalité de Glina (comitat de Sisak-Moslavina) en Croatie. Au recensement de 2011, le village comptait 73 habitants.